# Hans-Erik Larsson
Bogg Knut Hans-Erik Larsson (* 2. April 1947 in Mora) ist ein ehemaliger schwedischer Skilangläufer.
Larsson, der für den IFK Mora startete, errang beim Wasalauf 1971 den achten Platz und erreichte damit seine beste Platzierung bei diesem Lauf. Bei seiner einzigen Olympiateilnahme im Februar 1972 in Sapporo lief er auf den 11. Platz über 50 km. In den Jahren 1976 und 1981 belegte er beim Wasalauf jeweils den neunten Platz. Bei schwedischen Meisterschaften siegte er dreimal mit der Staffel von IFK Mora (1970, 1971, 1973).